# Septimius Nilus
Septimius Nilus (sein Praenomen ist nicht bekannt) war ein im 3. Jahrhundert n. Chr. lebender Angehöriger des römischen Ritterstandes (Eques).
Durch eine Inschrift, die beim Kastell Cilurnum gefunden wurde und die auf den 30. Oktober 221 datiert ist, ist belegt, dass Nilus Praefectus equitum der Ala II Asturum war, die in der Provinz Britannia stationiert war. Bei Cilurnum wurde noch eine weitere Inschrift gefunden, in der Nilus aufgeführt ist.